# Сачекај до мрака
Сачекај до мрака (енгл. Wait Until Dark), такође познат као Сама у тами, амерички је психолошки трилер из 1967. године, режисера Теренса Јанга, продуцента Мела Ферера, по сценарију који су написали Роберт Карингтон и Џејн-Хауард Карингтон, заснован на истоименој представи Фредерика Нота. Главне улоге тумаче Одри Хепберн као млада слепа жена, Алан Аркин као насилни криминалац који трага за дрогом и Ричард Крена као још један криминалац, док су у споредним улогама Ефрем Цимбалист Млађи, Џек Вестон и Џули Херод.
Одри Хепберн је за своју улогу била номинована за Оскара за најбољу глумицу, док је Цимбалист био номинован за Златни глобус за најбољег споредног глумца. Филм је рангиран на 55. месту листе 100 година АФИ-ја... 100 трилера из 2001. године, а његов врхунац је смештен на 10. место листе 100 најстрашнијих филмских тренутака.

## Радња
Жена по имену Лиса путује из Монтреала за Њујорк, шверцујући врећице хероина ушивене у старомодну лутку. Када се стигне, Лиса се забрине када види човека како је посматра на аеродрому и даје лутку сапутнику, професионалном фотографу Сему Хендриксу, на чување. Након тога је грубо отпрати други човек.
Неколико дана касније, преваранти Мајк Толман и Карлино стижу у стан Сема и његове слепе супруге Сузи, верујући да је то Лисина резиденција. Хари Роут, човек који је дочекао Лису на аеродрому, стиже да убеди Мајка и Карлина да му помогну да пронађе лутку. Након што преваранти открију Лисин леш, Роут их уцењује да му помогну да га се реши и убеђује их да му помогну у потрази за лутком. Док је Сем на послу, криминалци започињу сложену превару, користећи Сузино слепило против ње и представљајући се као различити људи да задобију њено поверење. Наговештавајући да је Лиса убијена и да ће Сем бити осумњичен, криминалци убеђују Сузи да им помогне да пронађу лутку. Мајк јој даје број телефонске говорнице преко пута као свој након што ју је лажно упозорио на полицијски аутомобил који је паркиран испред.
Глорија, девојчица која живи на спрату изнад и која је раније позајмила лутку, ушуња се да је врати. Она открива Сузи да напољу нема полицијског аутомобила. Након што је позвала Мајка и сазнала да јој је дао број телефонске говорнице, Сузи схвата да су њих тројица криминалци и сакрива лутку. Она им каже да је лутка у Семовом студију и њих тројица одлазе након што Роут пресече телефонски кабл. Карлино остаје да чува стражу испред зграде. Сузи шаље Глорију на аутобуску станицу да сачека Сема. Када открије да је телефонски кабл пресечен, спрема се да се брани тако што разбије све сијалице у стану осим фотолабораторијског светла. Када се Мајк врати, схвата да она зна истину и захтева лутку, али она одбија да сарађује. Мајк признаје Сузи да су он и његови саучесници део криминалне завере, док Роут представља посебну опасност. Он је уверава да је послао Карлина да убије Роута. Међутим, предвидевши њихов план, Роут убија Карлина, а затим и Мајка на прагу Сузиног стана.
У намери да набави лутку, Роут прети да ће запалити стан. Сузи коначно пристаје да му да лутку, али баца хемикалију у Роутово лице и искључује сва светла. Роут користи шибице како би видео, али Сузи га полива бензином, приморавајући га да угаси шибицу. Роут осветли стан отварањем фрижидера. Сузи, схвативши да је изгубила битку, извлачи лутку из скровишта и предаје му је. Док је Роут ометен њоме, Сузи успева да се наоружа кухињским ножем. Роут затим покушава да отпрати Сузи до спаваће собе, али она га убоде и бежи. Она не може да побегне пошто је Роут везао улазна врата ланцем и са кухињског прозора вришти у помоћ, али Роут скаче из мрака и ухвати је за глежањ. Она се ослободи и сакрива се иза врата фрижидера. Баш када је устао да је убије, она искључује фрижидер, што опет доводи до потпуног мрака. Полиција стиже са Семом и Глоријом. Сузи је пронађена, неповређена, иза врата фрижидера, док мртви Роут почива у близини, онеспособљен срушеном полицом.

## Улоге
| Глумац                | Улога                                      |
| --------------------- | ------------------------------------------ |
| Одри Хепберн          | Сузи Хендрикс                              |
| Алан Аркин            | Роут / Хари Роут Млађи / Хари Роут Старији |
| Ричард Крена          | Мајк Толман                                |
| Ефрем Цимбалист Млађи | Сем Хендрикс                               |
| Џек Вестон            | Карлино                                    |
| Саманта Џоунс         | Лиса                                       |
| Џули Херод            | Глорија                                    |